# Sudapost
Sudanese Postal Services Co. ltd, alias Sudapost est l’opérateur public responsable du service postal au Soudan.

## Réglementation
Sudapost succédant au National Post and Telegraph Corporation, est instaurée le 27 juin 2009. 

## Activités
Elle exerce ses activités dans 3 domaines principaux :
- services postaux
- services financiers
- services logistiques